# Oligophlebodes ardis
Oligophlebodes ardis is een schietmot uit de familie Thremmatidae. De soort komt voor in het Nearctisch gebied.